# ダグニー・カールソン
ダグニー・カールソン（Dagny Carlsson、1912年5月8日 - 2022年3月24日）は、スウェーデンのクリシャンスタード在住だったセンテナリアン。メディアなどで世界最高齢のブロガーとして知られていた。

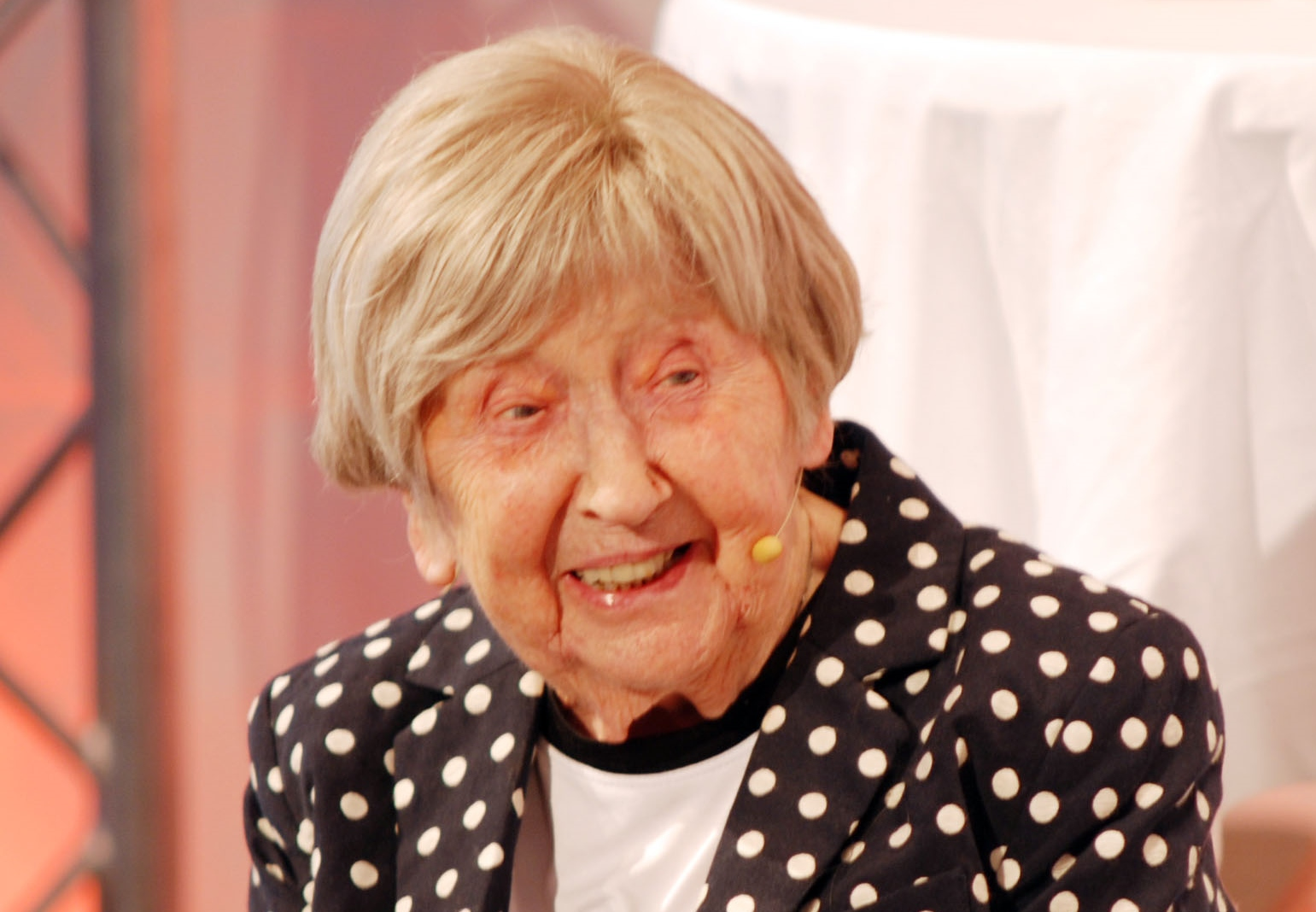
2013年のダグニー

## 生涯
ブログではボジャンと名乗るカールソンは、1912年に4人兄弟のもとに生まれる。そのうち、1923年生まれのインゲガードのみは2022年現在も存命中である。幼い頃から工場で仕立て屋として働き始めた後に、ノルチェピングの繊維研究所で勉強をし、1942年に貿易商のラグナー・ノーリングと結婚。結婚生活はよくないものだったが、ラグナーが離婚を拒否したために逃亡する。99歳の頃からはコンピューティングを学んだ。100歳のころより、自身の高年齢と自身のブログでメディアに知られるようになった。長寿の秘訣は何かという質問について、「特にないが、せいぜい良い遺伝子と好奇心」と答えていた。かつてはスンドビュベリのコルセット工場のワークリーダーであり、引退までの15年間はスウェーデン社会保険庁で働いていた。
ブログ以外にもTV4やSVTのSVTドキュメンタリーシリーズなど、いくつかのテレビ番組に参加しており、2016年3月4日の北欧のトークショーや、TV4のBingolottoゲームショーのゲストとして出演していた。 2013年には映画「100歳の華麗なる冒険」で、100歳と高齢ながら転居した年配の女性を演じた。2017年12月、ラジオ番組にてエピソードを発表した。

## 死去
2022年3月24日、109歳320日で死去。110歳の誕生日を迎える約1か月前のことだった。
死去する一週間前には110歳の誕生日を計画しており、それについて彼女の最後のブログには、「私は5月の110歳の誕生日を、できるだけ小さめに祝うことを楽しみにしています。もしパーティーになるなら、賑やかでなければなりません。」と記述されていた。